# Логический вентиль
Логи́ческий ве́нтиль — базовый элемент цифровой схемы, выполняющий элементарную логическую операцию, преобразуя таким образом множество входных логических сигналов в выходной логический сигнал. Логика работы вентиля основана на битовых операциях с входными цифровыми сигналами в качестве операндов. При создании цифровой схемы вентили соединяют между собой, при этом выход используемого вентиля должен быть подключён к одному или к нескольким входам других вентилей. В настоящее время в созданных человеком цифровых устройствах доминируют электронные логические вентили на базе полевых транзисторов, однако в прошлом для создания вентилей использовались и другие устройства, например, электромагнитные реле, гидравлические устройства, а также механические устройства. В поисках более совершенных логических вентилей исследуются квантовые устройства, биологические молекулы, фононные тепловые системы.
В цифровой электронике логический уровень сигнала представлен в виде уровня напряжения (попадающего в один из двух диапазонов) или в виде значения тока. Это зависит от типа используемой технологии построения электронной логики. Поэтому любой тип электронного вентиля требует наличия питания для приведения выходного сигнала к необходимому уровню.

## История
Впервые математически точно двоичная система счисления была подробно описана немецким математиком Готфридом Вильгельмом Лейбницем (публикация от 1705 года). Он также разъяснил, как с помощью этой системы можно объединить принципы арифметики и логики.
Первые логические вентили были реализованы механически. В 1837 году английский изобретатель Чарльз Бэббидж разработал вычислительную машину, названную им аналитической (англ. Analytical Engine), которая считается прообразом современного компьютера.
В 1847 году английский математик и логик Джордж Буль в своём трактате «Математический анализ логики» (англ. The Mathematical Analysis of Logic) заложил основы современной алгебры логики, связав её с логикой высказываний. При этом он ввёл свою алгебраическую систему, которая содержала следующие функции: конъюнкция (логическое умножение, оператор «AND»), дизъюнкция (логическое сложение, оператор «OR») и отрицание (оператор «NOT»). Впоследствии данная алгебра была названа булевой.
В том же 1847 году шотландский математик и логик Огастес де Морган опубликовал правила, связывающие пары логических операций при помощи логического отрицания (Законы де Моргана).
В 1881 г. американский математик и логик Чарльз Сандерс Пирс теоретически доказал, что функция «инверсия дизъюнкции» является универсальной и позволяет заменить все другие логические функции. Данная функция получила имя «функция Пирса», знак операции — стрелка Пирса ↓. Позже элемент, реализующий данную функцию, стали называть элементом Пирса или «ИЛИ-НЕ» (англ. NOR gate, см. таблицу). Данная работа была опубликована только в 1933 году.
В 1907 г. американский изобретатель Ли де Форест вводит в вакуумную лампу Джона Флеминга третий электрод — управляющую сетку и получает триод, который может работать не только в качестве усилителя электрических сигналов, но и в качестве простейшего переключателя (вентиля).
В 1913 г. американский математик и логик Генри Морис Шеффер теоретически доказал, что функция «инверсия конъюнкции» является универсальной и позволяет заменить все другие логические функции. Данная функция получила имя «функция Шеффера», знак операции — штрих Шеффера |. Позже элемент, реализующий данную функцию, стали называть элементом Шеффера или «И-НЕ» (англ. NAND gate, см. таблицу).
В 1927 г. российский советский математик и логик Иван Иванович Жегалкин представил алгебру логики как арифметику вычетов по модулю 2. Данная универсальная функция получила позднее название «полином Жегалкина», а знак операции — {\displaystyle \oplus }. Позже элемент, реализующий данную функцию, стали называть «исключающее ИЛИ» (англ. XOR gate).
В 1935 г. немецкий инженер Конрад Цузе разрабатывает для своей вычислительной машины Z1 первые действующие электромеханические вентили.
В 1947 г. Уильям Шокли, Джон Бардин и Уолтер Браттейн в лабораториях Bell Labs впервые создают действующий биполярный транзистор. Позднее транзисторы заменили вакуумные лампы в большинстве электронных устройств, совершив революцию в создании интегральных схем.

## Логические вентили
| 0A0 | 0Y0 |
| 0   | 1   |
| 1   | 0   |

| 0A0 | 0B0 | 0Y0 |
| 0   | 0   | 0   |
| 0   | 1   | 0   |
| 1   | 0   | 0   |
| 1   | 1   | 1   |

| 0A0 | 0B0 | 0Y0 |
| 0   | 0   | 0   |
| 0   | 1   | 1   |
| 1   | 0   | 1   |
| 1   | 1   | 1   |

| 0A0 | 0B0 | 0Y0 |
| 0   | 0   | 1   |
| 0   | 1   | 1   |
| 1   | 0   | 1   |
| 1   | 1   | 0   |

| 0A0 | 0B0 | 0Y0 |
| 0   | 0   | 1   |
| 0   | 1   | 0   |
| 1   | 0   | 0   |
| 1   | 1   | 0   |

| 0A0 | 0B0 | 0Y0 |
| 0   | 0   | 0   |
| 0   | 1   | 1   |
| 1   | 0   | 1   |
| 1   | 1   | 0   |

| 0A0 | 0B0 | 0Y0 |
| 0   | 0   | 1   |
| 0   | 1   | 0   |
| 1   | 0   | 0   |
| 1   | 1   | 1   |

## Реализация
|  |  |  |  |